# Calomys callosus
Calomys callosus är en däggdjursart som först beskrevs av Rengger 1830.  Calomys callosus ingår i släktet aftonmöss och familjen hamsterartade gnagare. IUCN kategoriserar arten globalt som livskraftig. Inga underarter finns listade.
Denna gnagare förekommer i östra Bolivia, centrala till södra Brasilien, Paraguay och norra Argentina. I bergstrakter når arten 2050 meter över havet. Habitatet utgörs av torra eller halvtorra buskskogar, savanner med glest fördelade träd och skogsgläntor.
Honor föder i genomsnitt 4,5 ungar per kull efter cirka 22 dagar dräktighet. Ungarna föds blinda och de väger bara något över 2 gram vid födelsen. Två veckor efter födelsen eller något senare slutar honan med digivning.